# Thiểm Tây đẳng xử Thừa tuyên Bố chính sứ ty
Thiểm Tây đẳng xử Thừa Tuyên bố chính sứ ty (chữ Hán: 陝西等處承宣布政使司), gọi tắt là Thiểm Tây Bố chính sứ ty, là một trong 13 khu vực hành chính cấp tỉnh dưới triều Minh (1368 – 1644). Trên cơ sở Thiểm Tây hành tỉnh của nhà Nguyên, nhà Minh đã thiết lập tại 8 phủ và 2 trực lệ châu. Phạm vi của tỉnh gồm khu vực thượng lưu Hán Thủy, lưu vực Vị Hà và phía bắc Lũng Tây, tức bao gồm các tỉnh Thiểm Tây, Cam Túc và Ninh Hạ ngày nay. Nha môn Bố chính sứ ty đặt tại phủ Tây An.

## Lịch sử hình thành và phát triển
Thiểm Tây Bố chính sứ ty nguyên là các khu vực Hành Trung thư tỉnh Thiểm Tây, Cam Túc và khu vực Tuyên chính viện.
Hồng Vũ năm thứ 2 (1369), quân Minh chiếm toàn bộ Thiểm Tây hành tỉnh, đổi Phụng Nguyên lộ thành Tây An phủ, cùng năm đó thiết lập Thiểm Tây hành tỉnh, quản lý các phủ Tây An, Phượng Tường và Củng Xương; Diên An lộ tách ra thành các phủ Diên An, Khánh Dương và Lâm Thao.
Hồng Vũ năm thứ 3 (1370), lập phủ Bình Lương, cùng năm đó Hưng Nguyên lộ đổi thành Hán Trung phủ.
Hồng Vũ năm thứ 6 (1373), lập Hà Châu phủ.
Hồng Vũ năm thứ 9 (1376), đổi Thiểm Tây hành tỉnh thành Thiểm Tây Thừa tuyên Bố chính sứ ty.
Hồng Vũ năm thứ 12 (1379), phế Hà Châu phủ.
Hoằng Trị năm thứ 3 (1490),  lập Linh Châu trực lệ châu.
Vạn Lịch năm thứ 23 (1595), Hưng An châu được nâng cấp hành chính thành trực lệ châu.